# Arte rupestre del arco mediterráneo de la península ibérica en Almería
La importancia y valor como elementos integrantes del patrimonio histórico de todos los abrigos y cuevas con manifestaciones de arte rupestre, les vino otorgada con su declaración, como Bienes de Interés Cultural, en aplicación del artículo 40.2 de la Ley 16/1985, de 25 de junio, del Patrimonio Histórico Español. Su reconocimiento a nivel mundial se produjo el 2 de diciembre de 1998, con la declaración de Patrimonio Mundial de la Humanidad por parte de la Unesco del Arte rupestre del arco mediterráneo de la península ibérica.
En el caso de la provincia de Almería, la protección abarca un conjunto de ocho abrigos y cuevas en las que se conservan manifestaciones de arte rupestre levantino y esquemático, destacando la Cueva de los Letreros como el conjunto de arte esquemático más importante de la península ibérica.
Dada la significación y características de los bienes declarados, se ha procedido a delimitar los monumentos, así como los entornos de los mismos, dando como resultado ocho amplias zonas protegidas: Abrigo de las Tejeras; Abrigo de las Colmenas; Abrigos del Estrecho de Santonge; Abrigo del Gabar; Abrigos de los Lavaderos de Tello; Cueva de Ambrosio; Abrigos del Maimón y Abrigos de la Sierra de María, donde el paisaje pasa a desempeñar un papel fundamental en la concepción y entendimiento de las pinturas, todo ello en un contexto natural que por su importancia ambiental ha merecido su declaración como parque natural de Sierra de María-Los Vélez, por Decreto 236/1987, de 30 de septiembre.

## Abrigo de Las Tejeras
- Municipio: Vélez-Blanco.
- Provincia: Almería.

El Abrigo de Las Tejeras se encuentra situado en la zona oeste de la vertiente noroccidental del Cerro de Las Tejeras, localizado entre los Maimones y la Sierra de la Muela, siendo sus coordenadas UTM, 580.750-4.174.000.
Está ubicado en un pequeño promontorio rocoso del Cerro de Las Tejeras, en las proximidades del camino que transcurre desde Vélez-Blanco hacia el río Claro. Presenta unas dimensiones medias que alcanza en su boca los 4,5 metros de anchura por una altura algo superior a los 3 metros, estando escasamente protegido por una visera. Las pinturas rupestres que se localizan son escasas, concretándose en un solo panel con tres figuras, pertenecientes al denominado arte esquemático, un fenómeno que se desarrolló por toda la península ibérica en la prehistoria reciente.
Al abrigo se incorpora un entorno que garantice su protección, superándose los límites propios del abrigo, como lugar con manifestaciones rupestres, para contemplarlo en un escenario mucho más amplio en el que los escarpes que lo acogen se convierten en elementos esenciales de su conjunto.

## Abrigo de Las Colmenas
- Municipio: Vélez-Blanco.
- Provincia: Almería.

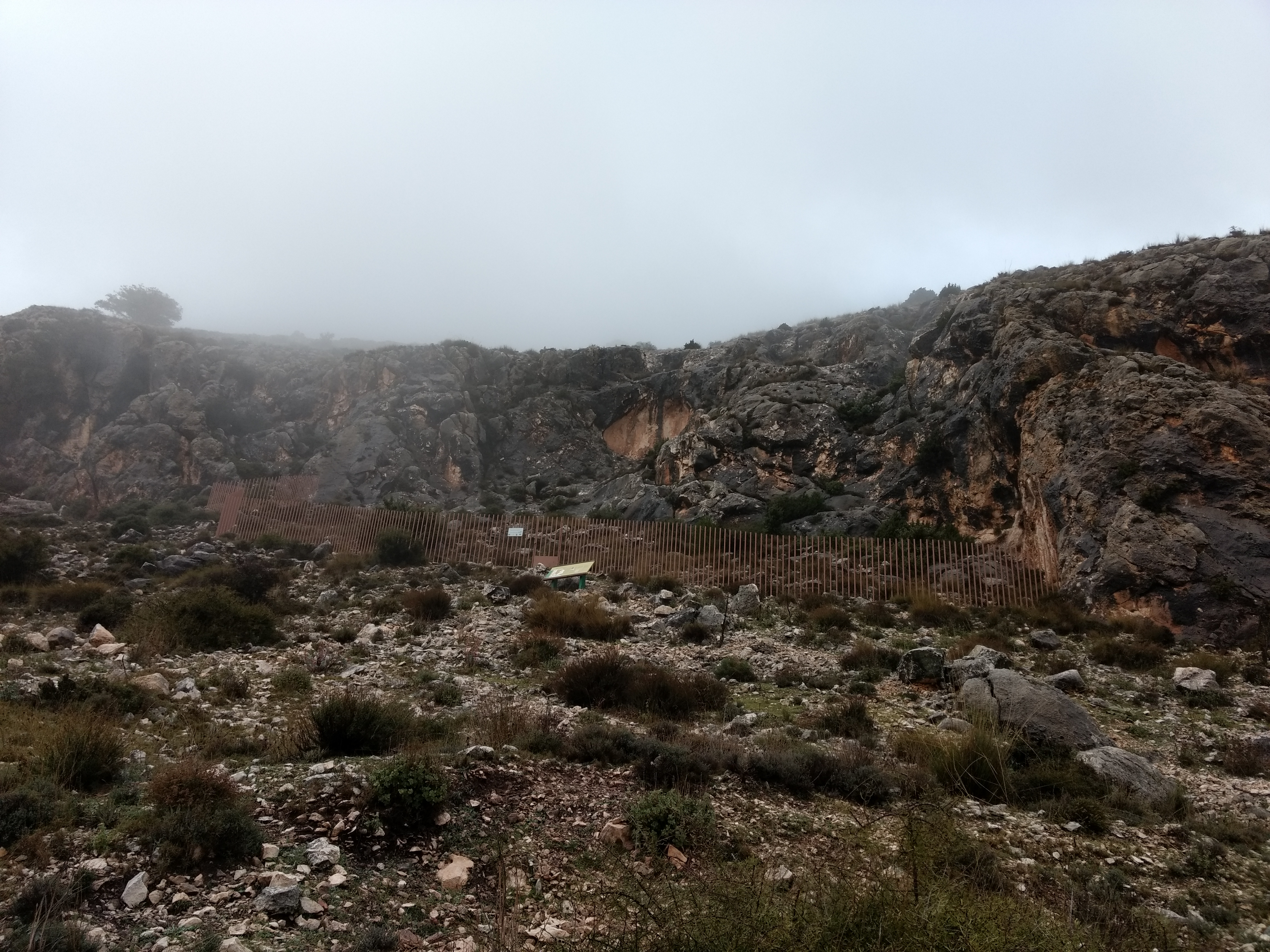
Abrigo de las Colmenas

El Abrigo de Las Colmenas se encuentra situado en la zona oeste de la vertiente sur del Maimón Chico, siendo sus coordenadas UTM, 579.630-4.187.800.
Con la denominación de Las Colmenas se conocen tres covachos muy próximos entre sí, de los cuales, solo el más grande contiene pinturas rupestres. Estas se distribuyen en dos zonas del mismo, una hacia la derecha de su pared (panel derecho) y otra hacia el centro del mismo (panel central), alcanzando un total de diez representaciones. Sus pinturas pertenecen al denominado arte esquemático. Entre ellas cabe destacar la presencia de una figura humana con brazos en asa que ha sido considerada como un indalo.

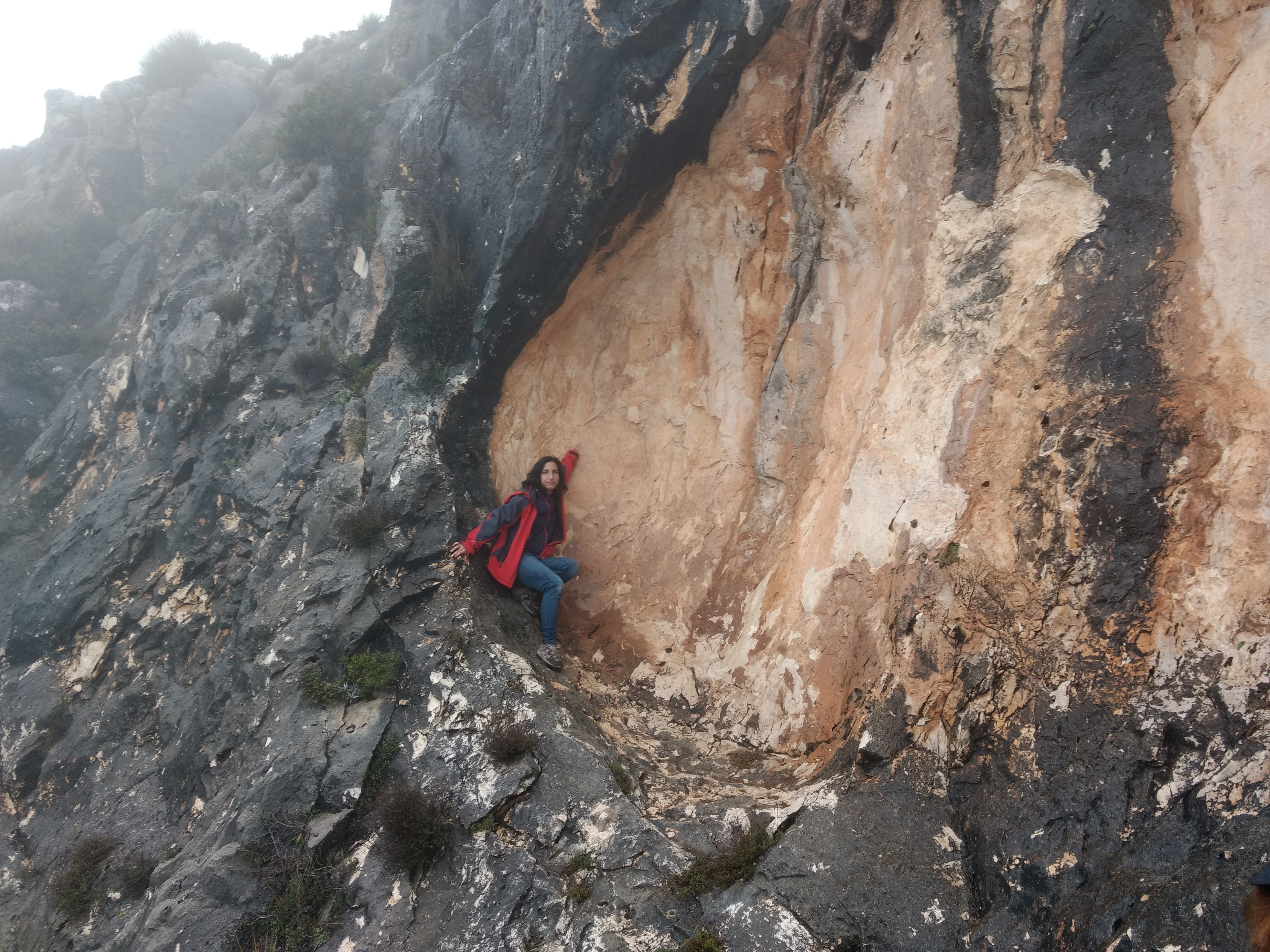
Localización del dibujo denominado Indalo.

La delimitación que se propone para el Abrigo de Las Colmenas está en función de la importancia de las pinturas, y en lo relevante de su ubicación en la zona oeste de la vertiente sur del Maimón Chico sobre el barranco de la Cruz. Esta singularidad, en un entorno natural de gran belleza, justifica la protección de un entorno que garantice su relación espacial. La delimitación propuesta supera los límites propios del abrigo como monumento, para contemplarlo en un escenario mucho más amplio en el que los escarpes que descienden desde la línea de las cumbres hacia el barranco de la Cruz se convierten en elementos esenciales del conjunto.

## Abrigos del Estrecho de Santonge
- Municipio: Vélez-Blanco.
- Provincia: Almería.

Los Abrigos del Estrecho de Santonge quedan situados en la margen derecha del arroyo de Santonge, afluente del río Caramel. En el cantil rocoso de este frente se abren varios abrigos, tres de los cuales contienen pinturas rupestres, uno de ellos, el abrigo derecho de Santonge con manifestaciones levantinas y los otros dos, central e izquierdo con arte esquemático, siendo sus coordenadas UTM 573.080-4.187.100.
A los abrigos se incorpora un entorno que garantice su protección, superándose los límites propios de los mismos. Los abrigos se hallan en un ambiente natural de gran belleza, recorrido por el arroyo Santonge, con dos enormes moles dolomíticas a sus lados, en una de las cuales se sitúan. Es un conjunto orográfico con un valor paisajístico y natural, que debe salvaguardarse con una adecuada protección.

## Abrigo del Gabar
- Municipio: Vélez-Blanco.
- Provincia: Almería.

El Abrigo del Gabar se encuentra situado en la cara norte del denominado Cerro del Gabar, dominando la cuenca del río Caramel, frente al Estrecho de Santonge, siendo sus coordenadas UTM 576.610 y 4.180.380. 
Con la denominación de Abrigo del Gabar se conoce un pequeño abrigo que contiene numerosas muestras de arte esquemático. Sus dimensiones no sobrepasan los cuatro metros de anchura en la boca por uno y medio de altura. Sus pinturas pertenecen al denominado arte esquemático. Su elemento temático está compuesto por figuras bitriangulares, seguidas de soliformes. También destacan la presencia de un ciervo y varios zigzags. Solo una figura humana interpretada como un arquero domina el panel en su parte izquierda. El resto lo completan otra serie de figuras serpentiformes y onduladas, así como cuadrúpedos y rastros de animales.

## Abrigos de Los Lavaderos de Tello
- Municipio: Vélez-Blanco.
- Provincia: Almería.

Con la denominación de Abrigos de los Lavaderos de Tello se conoce un conjunto de oquedades abiertas en un potente frente rocoso que se desarrolla en una de las curvas del arroyo del Moral. Este conjunto de abrigos contienen muestras de arte levantino (Cama del Pastor) y de arte esquemático, siendo sus coordenadas UTM 578.000-4.183.300.
El Abrigo de la Cama del Pastor, también conocido como el Abrigo del Ciervo es el más grande del conjunto. Sus dimensiones oscilan entre los 5 metros de anchura en la boca por 5,50 metros de altura y 5,50 de profundidad. Se sitúa en el centro del conjunto de oquedades, siendo su accesibilidad poco dificultosa. La particularidad de este abrigo viene determinada por ser el único del conjunto que contiene manifestaciones de arte levantino.
Las pinturas se localizan en un friso de la pared izquierda del abrigo, a 1,80 metros del suelo. La muestra más representativa viene dada por dos bonitos ciervos afrontados. El de la derecha aparece sin sus cuartos delanteros. Por su parte, el ciervo de la izquierda, mejor conservado, queda cortado por una colada estalagmita, apreciándose perfectamente su cabeza, inicio de cuerna y cuartos delanteros. Debajo de estas figuras aparecen restos de otros dos ciervos con la misma gama cromática, rojo-castaño.
El resto de los abrigos (Tello II, III, IV, V) que evolucionan en su alrededor contienen pinturas rupestres que pertenecen al denominado arte esquemático, un fenómeno que se desarrolló por toda la península ibérica en la Prehistoria reciente. El elemento temático central está constituido por las figuras antropomorfas.
A la delimitación de los abrigos se incorpora un entorno amplio. El frente rocoso que los acoge conforma el estrechamiento del arroyo y constituye parte de la Cañada de Leira. Se consigue así salvaguardar una parte importante de su concepción paisajística.
Por tanto, su localización en una enorme pared llena de oquedades rocosas se convierte en un referente de este amplio espacio (Cañada de Leira), quedando plenamente justificada la delimitación que se propone por la necesidad de garantizar el contexto paisajístico de los abrigos, garantizando la protección espacial de todo el conjunto.

## Cueva de Ambrosio
- Municipio: Vélez-Blanco.
- Provincia: Almería.

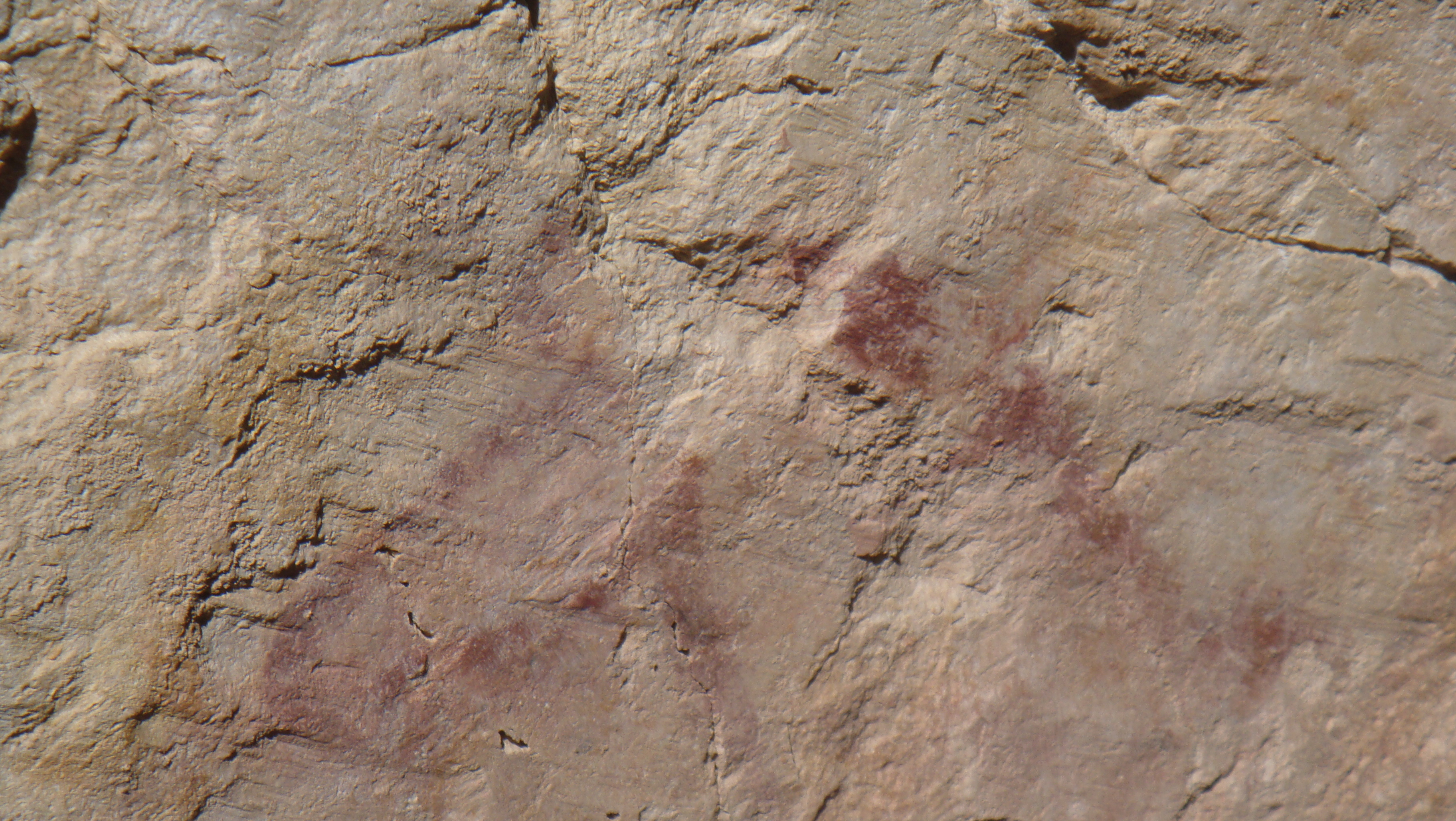
Cueva de Ambrosio

El yacimiento de Cueva de Ambrosio es uno de los más importantes dentro de la secuencia del Paleolítico Superior de la península ibérica. Responde a la ocupación de un gran abrigo abierto en una pared vertical de más de 100 metros de altura, formada por calizas del Burdigaliense Superior-Langhiense Inferior, siendo sus coordenadas UTM las siguientes: 579.600 4.187.800.
Se trata de un gran abrigo de 39 metros de ancho por 18 metros de alto, que se abre en un inmenso cantil sobre el arroyo del Moral. Su situación geográfica es de gran importancia, dada su posición intermedia entre el Levante y Andalucía, presentando además la ventaja de estar situada en una encrucijada de vías de penetración o pasos naturales como son los llanos que unen Caravaca de la Cruz con la Puebla de Don Fadrique y la rambla de Chirivel, que desde Puerto Lumbreras llega hasta la depresión de Guadix-Baza.
Conocido desde principios del siglo XX destaca en el mismo la amplia estratigrafía, en la que se documenta desde los niveles del Paleolítico Superior, periodo Solutrense, hasta la prehistoria reciente, pasando por los niveles epipaleolíticos y neolíticos. En los últimos años se han descubierto importantes grabados y pinturas rupestres de la etapa paleolítica.
Ampliamente investigado como yacimiento arqueológico durante numerosas campañas, no ha sido hasta los años 90 cuando se ha descubierto su arte parietal. Fue en el año 1992 cuando se produjo un hallazgo de singular importancia, al encontrarse numerosas manifestaciones artísticas, tanto grabadas como pintadas.
Las manifestaciones artísticas parietales quedan agrupadas en tres paneles: 
El panel I se sitúa en el área exterior del abrigo; en la misma pared y a 4,50 m del mismo, hacia el fondo de la cavidad y en una posición inferior, se encuentran los paneles II y III.
El panel I se caracteriza por estar formado por representaciones exclusivamente incisas, hasta un total de cinco figuras (ave fusiforme, figura de équido orientada hacia la derecha, cuya línea cérvico dorsal forma casi un ángulo recto, dos équidos menos definidos que el anterior).
Por su parte el panel II, situado más hacia el interior, se encontraba oculto por una espesa capa de sedimento intacto y bloques procedentes de excavaciones incontroladas. Se distingue un conjunto de trazos grabados de enorme complejidad, así como dos manchas en rojo. En este panel destaca un espléndido caballo pintado (92 cm. por 37 cm, desde las orejas hasta la línea del pecho y 53 cm de anchura desde la grupa hasta el final de la parte trasera). En la cabeza se aprecia una de las orejas y un fragmento de la otra, la quijada con su inflexión que no llega a adquirir totalmente la característica forma de pico de pato. Falta la parte posterior de la pata delantera, la línea del vientre y los cuartos traseros.
En el ángulo superior del panel se han identificado dos prótomos grabados de caballos enfrentados, así como otra representación de caballo realizada en un grabado fino. Por último, restos de otras tres cabezas de caballo y algunas manchas en negro.
El Panel III que se localiza sobre un soporte bastante alterado de color blanquecino, presenta tres conjuntos pictóricos de escasa representatividad, dado que se encuentran muy desvaídos.

## Abrigos del Maimón
- Municipio: Vélez-Blanco.
- Provincia: Almería.

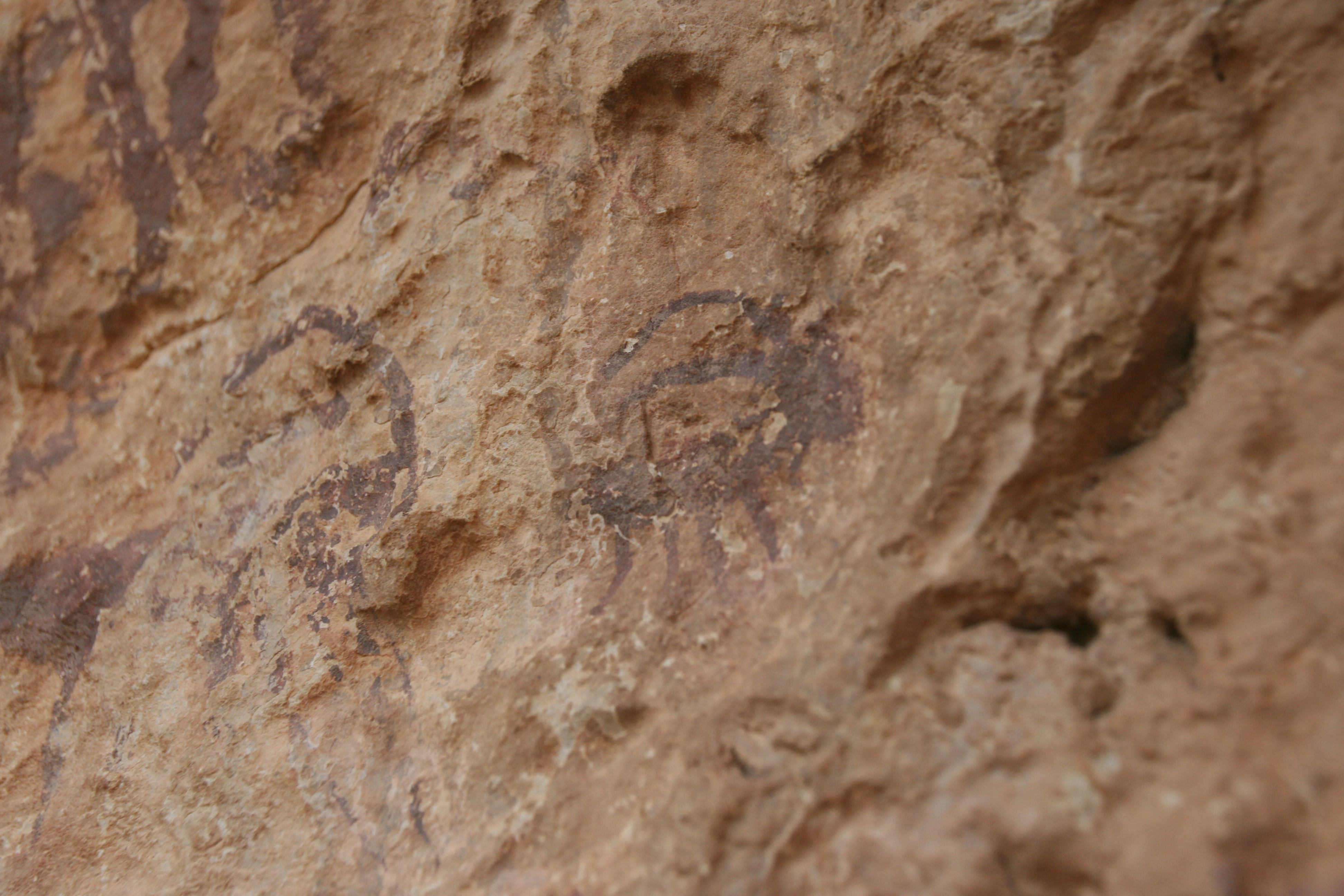
Cueva de los Letreros

Los Abrigos del Maimón que contienen pintura rupestre se distribuyen por su cara este y sur, estableciendo una dispersión que recorre todo el macizo del Maimón, desde La Yedra hasta Las Covachas. Su distribución queda, por tanto, dispersa a lo largo de la solana, frente al valle de la Rambla de Chirivel. Son numerosos los covachos y abrigos que se abren en este macizo rocoso, pero solo una minoría de ellos contiene pinturas rupestres, en todos los casos esquemáticas. Las coordenadas UTM del pico más alto (1.752 m.) del citado Maimón son las siguientes: 576.490-4.169.570.
Con la denominación de Abrigos del Maimón, se recogen nueve abrigos pintados, Yedra, Los Letreros, Letreros Inferior, Molinos I, Molinos II, Panal, Hoyos I, Hoyos II y Las Covachas, de diverso contenido figurativo que responde al denominado ciclo de arte esquemático. El más importante de ellos es la Cueva de los Letreros, conocida desde mediados el siglo XIX. También presentan un contenido importante en figuras los abrigos I y II de los Molinos, mientras que el resto responden a contenidos numéricamente inferiores. Seguidamente describimos cada uno de ellos desde el más oriental al más occidental, tal y como aparecen recogidos por orden numérico en la planimetría que se acompaña.

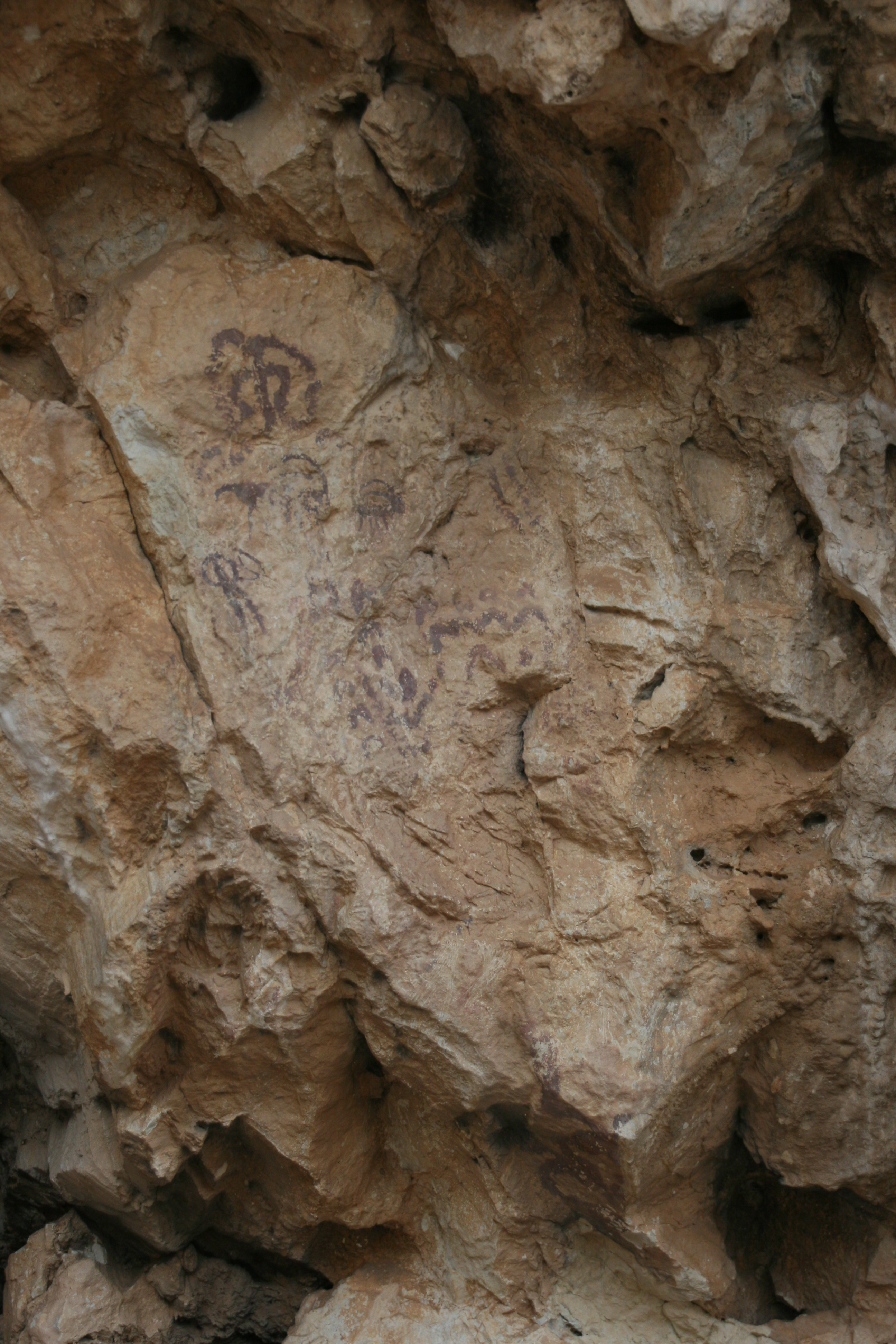
Cueva de los letreros

El Abrigo de la Yedra es el único que se orienta hacia el noreste, respondiendo a un covacho de grandes dimensiones que lo convierte en el mayor de todo el conjunto, apareciendo grandes bloques en su suelo fruto de desprendimientos. En sus paredes tan solo se conoce la existencia de una figura antropomorfa, así como restos de pigmento que debieron corresponder a otras manifestaciones.
La Cueva de los Letreros es uno de los abrigos pintados más importantes del sur peninsular. Sus dimensiones son 25 metros de anchura, por unos 6 de profundidad y una altura que oscila en el área central entre los 8 y 10 metros. Su acceso aunque escarpado, viene facilitado por la existencia de unas rampas previas y una serie de escaleras en zig-zags que nos acercan al mismo.
Sus pinturas se distribuyen en siete paneles, algunos localizados en bloques del suelo, siendo el más importante el panel principal, localizado en la pared izquierda del abrigo. Este panel se desarrolla desde el suelo hasta una altura de tres metros y contiene un número de figuras entre las que destacan el denominado Hechicero de Los Letreros y un conjunto de figuras bitriangulares entrelazadas que representan una forma de organización social basada en el parentesco. Igualmente aparecen cuadrúpedos (ciervos y cabras) así como figuras ramiformes, ondulaciones, soliformes y numerosas figuras antropomorfas. El resto de paneles incorporan algunas escenas particulares, como en el caso de la danza localizada en un bloque del suelo, además aparecen figuras reticuladas, zoomorfos pictiniformes, antropomorfos de brazos en asa con tocado radial, etc. En el panel 7, el más alto que aparece a la derecha de todos los demás, se observa un antropomorfo con brazos largos ondulados que ha sido considerada una escena de caza.

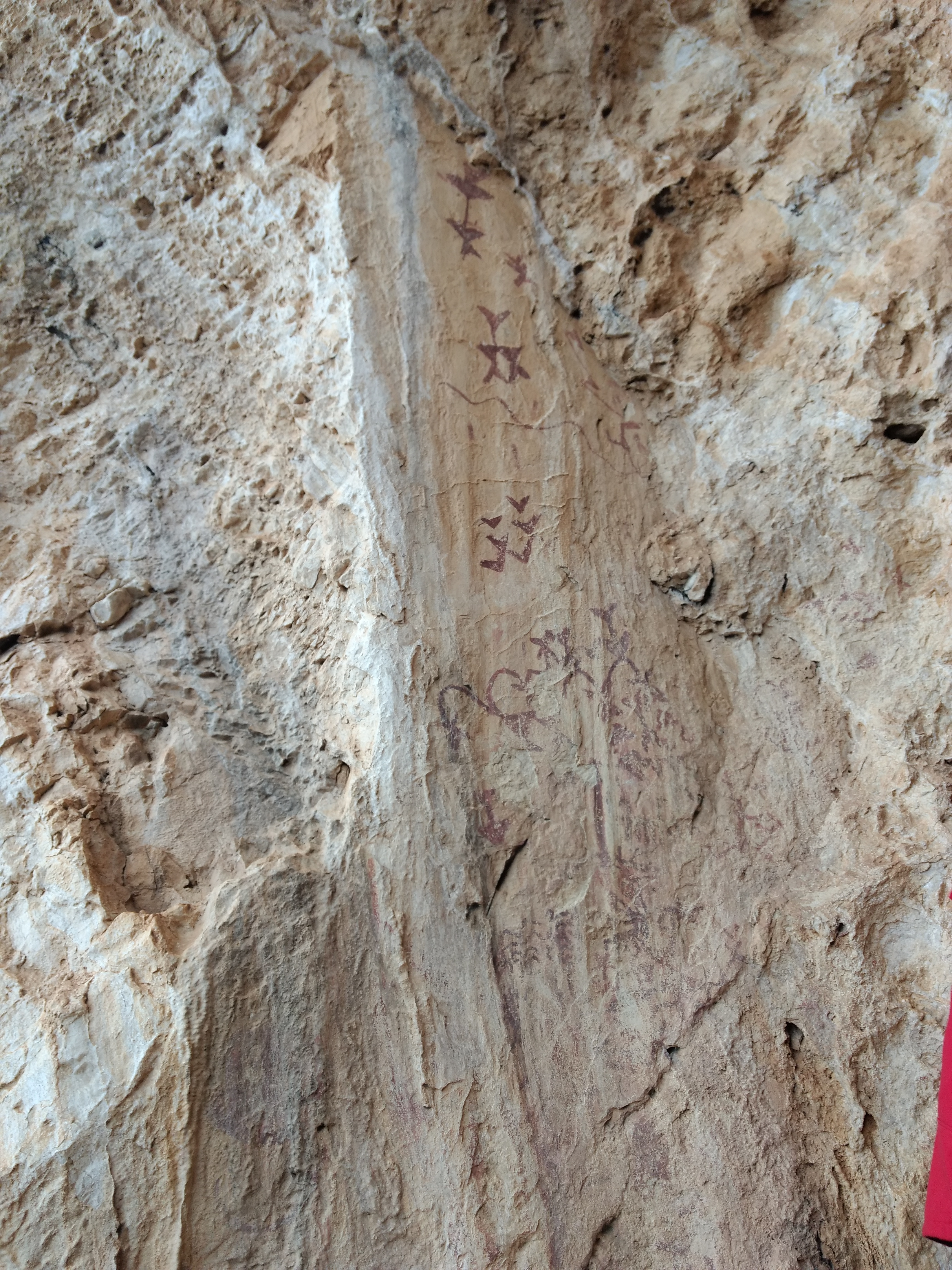

El Abrigo Inferior de Los Letreros se localiza inmediatamente debajo de la Cueva de los Letreros. De dimensiones pequeñas, 8 metros de ancho por 4 de alto y 2 de profundidad, presenta una serie de figuras muy mal conservadas, entre las que destacan dos figuras antropomorfas una en phi y otra con indicación de los brazos y piernas, así como bastantes manchas y restos de otras figuras perdidas.
El Abrigo de los Molinos II responde a una oquedad situada a levante del Maimón, entre la Cueva de los Letreros y el Abrigo I de los Molinos. Se trata de una cavidad en forma de tres ábsides, con un perfil en pendiente. En dos de ellos aparecen los conjuntos pintados. Sus dimensiones son de 6 metros de ancho por 6 de alto y 3,50 metros de profundidad máxima. Se distinguen dos paneles, uno de ellos formado por numerosos antropomorfos ramiformes, así como alguno de tipo golondrina y un ancoriforme. En el panel central se observan, de arriba hacia abajo, una barra, dos zoomorfos pectiniformes enfrentados que pudieran ser cápridos, un antropomorfo ramiforme con una especie de cayado, uno típico simple y un sol con círculo central.
El Abrigo de los Molinos I es un abrigo de dimensiones medias que fue ocupado en diversas etapas. Se sitúa en cotas superiores, a unos 200 metros, del conocido manantial de Los Molinos. La localización de las pinturas es particular, en tanto que no se encuentran en el interior del abrigo, sino en una pared inmediata al mismo, a la derecha del mismo, a unos 2,50 metros del suelo y a plena exposición a todos los agentes atmosféricos. Todo el conjunto pintado se localiza en un único panel, que a pesar de sus dimensiones presenta un contenido figurativo importante.
En la descripción que hizo Breuil de este conjunto, distinguió dos series de figuras, basándose tanto en las superposiciones como en el cromatismo. Su exposición directa al sol y a los agentes atmosféricos ha producido una fuerte oxidación y la creación de una potente colada calcítica que ha permitido su conservación, aunque lógicamente dificulta su visión. En el conjunto se pueden distinguir pequeñas barras, antropomorfos, ramiformes, zoomorfos, varios círculos, puntos, triángulos invertidos, figuras de doble phi y otras más indefinidas.
El Abrigo del Panal fue descubierto a principios de los años ochenta del pasado siglo. Sus dimensiones son 5,25 metros de anchura en la boca por una profundidad máxima de 6,50 metros, alcanzando una altura aproximada de 5 metros. Contiene dos paneles con cuatro figuras esquemáticas en cada uno de ellos, respondiendo a dos tipologías de antropomorfos (ancoriforme y ramiforme) y algunas barras.
Los Abrigos de Los Hoyos I y II, responden a dos covachos que se abren en un gran cantil de la solana del Maimón, siendo sus dimensiones medias y las pinturas relativamente escasas: tres antropomorfos en el abrigo I y un antropomorfo en el abrigo II.
Por último, el Abrigo de Las Covachas, se localiza en el extremo más occidental del Maimón, bajo el denominado Peñón Colorado, sus dimensiones son pequeñas y solo presenta una figura ancoriforme con puntos.
El criterio general que se valora es la incorporación de un entorno amplio a la localización de los abrigos propiamente dichos. Tengamos en cuenta que en este caso nos encontramos frente a un accidente natural de enorme potencialidad física que alcanza una altitud de 1750 metros., cuya solana se orienta hacia la Rambla de Chirivel y domina, hacia levante, el valle del río Claro. Los abrigos se distribuyen a lo largo de varios kilómetros desde el este (Yedra) hasta el oeste (Las Covachas). 
Dado que el Maimón forma parte del parque natural de Sierra de María-Los Vélez se ha optado por una delimitación amplia que englobe a los abrigos del mismo accidente geográfico. Por tanto, desde la delimitación se consigue salvaguardar el contexto de su concepción paisajística y natural, garantizando asimismo la protección espacial de todo el conjunto, superando los límites propios de los abrigos, como lugar con manifestaciones rupestres, para contemplarlos en un escenario mucho más amplio en el que el propio Maimón se convierte en un elemento esencial del conjunto.

## Abrigos de la Sierra de María
- Municipios: María y Vélez-Blanco.
- Provincia: Almería.

Los Abrigos de la Sierra de María que hoy día conocemos con pinturas rupestres se distribuyen por su cara sur, localizándose en unas altitudes relativamente altas, de hecho son las mayores de todos los conjuntos pintados de la Comarca de Los Vélez. Sus localizaciones van ganando altura desde la Cueva Chiquita hasta las de Lazar y Queso. Las pinturas que aparecen en ellos responden a dos ciclos, el levantino, localizado exclusivamente en la Chiquita y el esquemático, presente en el resto de abrigos, siendo las coordenadas UTM del pico más alto (Burrica, 2044 m.) las siguientes: 570.655-4.170.220.
Con la denominación de Abrigos de la Sierra de María, se recogen cuatro abrigos pintados: Chiquita de los Treintas, Maina, Queso y Lazar. Sus contenidos figurativos tienen carácter diverso y se enmarcan dentro de los denominados ciclos levantino y esquemático. La presencia de arte levantino solo se documenta en el primero de ellos, la Cueva Chiquita. Descubiertos todos ellos en la segunda década de siglo, han sido objeto de continuas referencias en la investigación. Seguidamente describimos cada uno de ellos, desde el más meridional al más septentrional, tal y como aparecen recogidos en la planimetría que se acompaña.
La Cueva Chiquita de los Treintas se abre en las primeras paredes de la Sierra de María, quedando orientada hacia el sureste. Responde a un covacho de medianas dimensiones que alcanza los 6 m de anchura en la boca por 6,30 m de profundidad, siendo su altura máxima de 3,20 m. Breuil señalaba la existencia de un relleno en su interior, apuntando las buenas posibilidades de habitación e igualmente recogió alguna industria. Este relleno ha desaparecido actualmente.
Las pinturas se localizan en diversos puntos del abrigo, situándose el conjunto principal en la pared central del abrigo. Este panel está compuesto por tres ciervos y por tres figuras antropomorfas. Los ciervos son de gran tamaño y las figuras humanas relativamente pequeñas. Por otra parte, existe una figura de cabra en una hornacina situada más al exterior.
La Cueva Maina se abre también en la falda meridional de la Sierra de María, por encima y a la derecha de la Cueva Chiquita. Sus dimensiones son regulares, presentando en su fondo diversas oquedades, alcanzando los 5 m de anchura por una profundidad máxima de 3,90 m. El total de figuras que presenta asciende a cuatro, distribuidas por diversas partes del abrigo. Tres responden a figuraciones humanas (una con cabeza ancoriforme) y el cuarto elemento es un ramiforme.
La Cueva del Queso se localiza por encima de la Fuente de Lazar, en el frente rocoso que se levanta al noroeste de la misma. Es un abrigo espacioso, pero las pinturas están en un pequeño covacho que no llega a alcanzar 1 m de altura. Siendo su anchura algo mayor de 2 m. En el fondo del mismo, se puede observar una serie de figuras compuestas por una nube de puntos rojos, en cuyo centro aparece un bitriangular cuya forma definió Breuil como de cruz griega. Por debajo aparece otro bitriangular típico y una figura que más parece la unión de dos puntos. Las agrupaciones de puntos son frecuentes en el contexto del fenómeno esquemático y el hecho de rodear a dos bitriangulares fue interpretado como la indicación del poder de los motivos centrales.
La Cueva de Lazar se localiza en el mismo frente rocoso que la del Queso, por encima de la fuente del mismo nombre, hacia la izquierda de la anterior al girar el escarpe. Es un abrigo de dimensiones amplias superando en su boca los 10 m de anchura y queda orientado hacia el sur, con un amplio dominio visual. La distribución de las pinturas en el abrigo se organiza en tres áreas, siendo la más numerosa la del panel situado a la izquierda del covacho. Este panel presenta un conjunto numeroso de figuras, en color rojo, donde se observan varias agrupaciones de barras que debido a su terminación superior podrían ser figuras humanas. Es interesante destacar la presencia de una escena de enterramiento, donde una serie de figuras se disponen ante lo que parece una sepultura. En el centro y a la izquierda, Breuil distinguió otros dos grupos de pinturas, en color amarillo.
A los abrigos delimitados se incorpora un entorno de protección amplio. Tengamos en cuenta que en este caso nos encontramos frente a un accidente natural de enorme potencialidad física, Sierra de María, que alcanza una altitud de 2.044 m. en el alto de la Burrica.
Los abrigos pintados que se conocen aparecen agrupados en la solana de la sierra, en un tramo localizado dentro del término municipal de María, distribuyéndose desde la zona más baja (Chiquita de los Treintas y Maína) a unos 1400 m. de altitud, hasta la parte más alta bajo el alto de la Burrica (Lazar y Queso) a más de 1900 m.
Dado que la Sierra de María constituye el elemento más relevante del parque natural de Sierra de María-Los Vélez, se ha optado por una delimitación amplia que engloba a los abrigos del mismo accidente geográfico. Por tanto, desde la delimitación que se propone se consigue salvaguardar el contexto de su concepción paisajística y natural, garantizando asimismo la protección espacial de todo el conjunto, superando los límites propios de los abrigos, como lugar con manifestaciones rupestres, para contemplarlo en un escenario mucho más amplio en el que la propia Sierra de María se convierte en un elemento esencial del conjunto.

## Fuente
- Este artículo incluye contenido derivado de una disposición relativa al proceso de protección, incoación o declaración de un bien cultural o natural publicada en el BOE n.º 267 el 5 de noviembre de 2004 (texto), el cual está libre de restricciones conocidas en virtud del derecho de autor de conformidad con lo dispuesto en el artículo 13 de la Ley de Propiedad Intelectual española.